# Асимптотична крива
Асимптотична крива або асимптотична лінія — лінія на поверхні, яка в кожній точці дотична асимптотичного напрямку, тобто такого напрямку, в якому нормальний переріз поверхні має нульову кривину.
Наприклад, на поверхні другого порядку асимптотичні лінії — тільки прямолінійні твірні.
На довільній поверхні асимптотична крива {\displaystyle \gamma =\gamma (t)} визначається диференціальним рівнянням
{\displaystyle \mathrm {I\!I} _{\gamma (t)}({\dot {\gamma }}(t),{\dot {\gamma }}(t))=0,} де {\displaystyle \mathrm {I\!I} } — друга квадратична форма поверхні.

## Три типи точок поверхні
Точки, в яких гаусова кривина {\displaystyle K<0}, називаються гіперболічними (прикладом поверхні всі точки якої — гіперболічні, є однопорожнинний гіперболоїд або гіперболічний параболоїд); точки, в яких гаусова кривина {\displaystyle K>0}, називаються еліптичними (прикладом поверхні всі точки якої — еліптичні є еліпсоїд або двопорожнинний гіперболоїд); точки, в яких гаусова кривина {\displaystyle K=0}, але середня кривина {\displaystyle H\neq 0}, називаються параболічними (прикладом поверхні всі точки якої — параболічні, є конус або циліндр).
Параболічні точки, як правило, утворюють криву, що розділяє поверхню на еліптичну і гіперболічну області.
В області еліптичних точок асимптотичних ліній немає.
В області гіперболічних точок є рівно дві групи асимптотичних ліній, що складають так звану асимптотичну мережу: через кожну гіперболічну точку проходить по одній лінії кожної групи, кут їх перетину відмінний від нуля.
В параболічних точках асимптотичні лінії мають, як правило, касп і мають вигляд напівкубічної параболи, що лежить (за виключенням самої точки) в гіперболічній області, що примикає до параболічної лінії.

## Властивості
- Стична площина асимптотичної кривої {\displaystyle \gamma } (там, де вона існує) збігається з дотичною площиною до поверхні F в тій же точці.
- Квадрат скруту асимптотичної кривої (там, де його визначено) дорівнює модулю гаусової кривини поверхні {\displaystyle F} (теорема Бельтрамі — Еннепера).
- Прямолінійний відрізок на поверхні {\displaystyle F} завжди є асимптотичною кривою. Зокрема асимптотичними кривими є прямолінійні твірні поверхні.
- На поверхнях сталої від'ємної кривини асимптотична мережа є мережею Чебишева[ru], зокрема площа чотирикутника, утвореного асимптотичними кривими, пропорційна перевищенню суми його внутрішніх кутів над {\displaystyle 2\pi } (формула Хацидакіса).
- На мінімальний поверхні асимптотична мережа є ортогональною мережею.
- При проективному перетворенні {\displaystyle \pi } простору асимптотичні криві поверхні {\displaystyle F} переходять в асимптотичні криві поверхні {\displaystyle \pi (F)}.

## Рівняння для графіка функції
Нехай в евклідовому просторі з координатами {\displaystyle x,y,z} і метрикою {\displaystyle ds^{2}=dx^{2}+dy^{2}+dz^{2}} поверхня задана у вигляді графіка функції {\displaystyle z=f(x,y)}. Тоді в координатах {\displaystyle x,y} асимптотичні лінії поверхні задаються диференціальним рівнянням {\displaystyle f_{yy}\,dy^{2}+2f_{xy}\,dxdy+f_{xx}\,dx^{2}=0.}
Ввівши позначення {\displaystyle p=dy/dx}, його можна переписати у вигляді {\displaystyle f_{yy}p^{2}+2f_{xy}p+f_{xx}=0.}
Дискримінант {\displaystyle \Delta =f_{xy}^{2}-f_{xx}f_{yy}} який стоїть у лівій частині квадратного тричлена (відносно змінної {\displaystyle p}) збігається з гессіаном функції {\displaystyle f(x,y)}, взятим із оберненим знаком, і рівняння {\displaystyle \Delta =0} задає на площині {\displaystyle (x,y)} криву, що складається із параболічних точок поверхні (за умови, якщо один із коефіцієнтів {\displaystyle f_{xx}} або {\displaystyle f_{yy}} відмінний від нуля), яка так само є дискримінантою кривої даного диференціального рівняння, не розв'язного щодо похідної. У типовому випадку майже у всіх параболічних точках це рівняння має нормальну форму Чибраріо, виняток становлять лише точки, що лежать на дискримінантній кривій дискретно, в них нормальна форма рівняння більш складна. Ще більш складну нормальну форму рівняння асимптотичних ліній має в точках, де всі три коефіцієнти {\displaystyle f_{xx}}, {\displaystyle f_{xy}}, {\displaystyle f_{yy}} перетворюються в нуль одночасно, — це так звані плоскі омбіліки, в яких {\displaystyle H=K=0}, тобто всі нормальні перетини поверхні мають нульову кривину.

## Приклади
- Всі точки однопорожнинного гіперболоїда {\displaystyle x^{2}+y^{2}-z^{2}=1} належать до гіперболічного типу. Рівняння асимптотичних ліній в цьому випадку приймає вигляд {\displaystyle (x^{2}-1)p^{2}-2xyp+y^{2}-1=0}, де {\displaystyle p=dy/dx}. Як легко перевірити, загальний розв'язок цього рівняння задається формулою {\displaystyle y=ax+b}, де параметри {\displaystyle a} і {\displaystyle b} задовольняють співвідношення {\displaystyle b^{2}-a^{2}=1}. Таким чином ми отримуємо дві сім'ї (що відповідають різним знакам {\displaystyle \pm } у формулі {\displaystyle b=\pm {\sqrt {a^{2}+1}}}) асимптотичних ліній однопорожнинного гіперболоїда, що збігаються з його прямолінійними твірними.

- Асимптотичні лінії конуса {\displaystyle x^{2}+y^{2}-z^{2}=0} так само збігаються з його прямолінійними твірними. Так як всі точки конуса параболічні, то ми маємо одну сім'ю асимптотичних ліній.

- У випадку поверхні заданої рівнянням {\displaystyle z=y^{2}+x^{2}y+ax^{4}}, маємо {\displaystyle \Delta =(1-6a)x^{2}-y}. Лінія параболічних точок ({\displaystyle y=(1-6a)x^{2}}) ділить поверхню на еліптичну ({\displaystyle y>(1-6a)x^{2}}) і гіперболічну ({\displaystyle y<(1-6a)x^{2}}) області. В останній розташовані дві сім'ї асимптотичних ліній. У всіх параболічних точках, за винятком початку координат ({\displaystyle x=y=0}), рівняння асимптотичних ліній має нормальну форму Чибраріо, отже асимптотичні лінії в околі цих точок мають вигляд напівкубічних парабол. На початку координат мережа асимптотичних ліній має більш складну особливість, характер якої залежить від параметра {\displaystyle a}.

- Асимптотичними кривими на торі, заданому параметрично у вигляді:
{\displaystyle \left\{{\begin{matrix}x(\phi ,\psi )=&(R+r\cos \phi )\cos \psi \\y(\phi ,\psi )=&(R+r\cos \phi )\sin \psi \\z(\phi ,\psi )=&r\sin \phi \\\end{matrix}}\right.\qquad \phi ,\psi \in [0,2\pi ),}

є два паралелі {\displaystyle z=\pm r}, що розділяють гіперболічні і еліптичні області і повністю складаються з параболічних точок .
- Асимптотичною кривою є ребро повернення на псевдосфері.